# Ulrich Graf (coureur)
Ulrich "Ueli" Graf (15 augustus 1946 - Opatija, 19 juni 1977) was een Zwitsers motorcoureur.
Ulrich Graf was gereedschapmaker en woonde in Oetwil am See in het kanton Zürich. Zij hobby naast motorracen was skiën. 
Ulrich Graf was kampioen van Zwitserland in de 50 cc klasse in 1968, 1971 en 1973. In het seizoen 1976 won hij de Grand Prix van Joegoslavië. Dat was zijn beste jaar, hij eindigde met een Kreidler als derde in de eindstand van het 50 cc wereldkampioenschap. 
Ulrich Graf verongelukte tijdens de 50 cc race van de Grand Prix van Joegoslavië in 1977, toen hij viel en tegen een rotswand vloog.
Ulrich Graf was altijd privérijder. Alleen in 1976 kreeg hij tijdens één race steun van het fabrieksteam van Van Veen-Kreidler. 
In 1970 trad Ulrich Graf voor het eerst aan in het wereldkampioenschap wegrace. Hij eindigde het seizoen met een Honda CR 93 als 47e in de 125 cc klasse en met een Kreidler als 18e in de 50 cc klasse. 
In 1971 werd hij in de 50 cc klasse 29e. 
In 1973 reed Graf eigenlijk al een tamelijk sterk seizoen. Hij werd slechts achtste in de eindstand van de 50 cc klasse, maar hij was in de Grand Prix van Duitsland uitgevallen toen hij op de derde plaats lag. In de Grand Prix van Joegoslavië werd hij tweede. 
Ook 1974 was een goed seizoen: als Ulrich Graf in de 50 cc klasse de finish haalde, scoorde hij ook punten. Hij werd 6e in de eindstand van het WK. Hij kreeg voor de Grand Prix van Tsjechoslowakije een 500 cc Jawa, een kansloze machine waarmee hij slechts 22e werd. 
Ook in 1975 presteerde hij goed, maar hij startte maar in weinig races. Hij werd in de 50 cc klasse 14e. 
1976 Zou zijn beste jaar worden. Na de tiende plaats in de Franse GP lag hij in GP des Nations op de derde plaats, maar door een oude schouderblessure moest hij Rudolf Kunz voor laten gaan. In Joegoslavië, waar hij altijd goed presteerde, haalde hij zijn enige overwinning toen hij de race van begin tot eind leidde. In de TT van Assen wist hij zich na een zeer slechte start op te werken tot de tweede plaats. In de Grand Prix van België werd hij derde. In de Grand Prix van Zweden ging hij er samen met Ángel Nieto vandoor en Nieto wist hem pas in de laatste ronde te passeren, waardoor Ulrich Graf tweede werd. In de Finse Grand Prix kon Ulrich Graf Nieto en Julien van Zeebroeck niet volgen, maar omdat Nieto viel werd hij toch nog tweede. Ulrich Graf werd bij de Grand Prix van Duitsland door Kreidler en Van Veen in de watten gelegd. In de training mocht hij beide Van Veen-Kreidlers gebruiken en uiteindelijk koos hij voor de inbouw van een Van Veen-motorblok in zijn eigen frame. Graf liep na de start meteen een grote achterstand op, maar werd toch nog derde. 
Toen Ulrich Graf in 1977 verongelukte lag hij op de derde plaats in de Grand Prix van Joegoslavië. 

## Wereldkampioenschap wegrace resultaten
(Races in vet zijn pole-positions; races in cursief geven de snelste ronde aan)
| Jaar | Klasse | Motorfiets      | 1      | 2       | 3       | 4       | 5      | 6       | 7       | 8      | 9     | 10      | 11    | 12     | 13    | Punten | Plaats | Overwinningen |
| ---- | ------ | --------------- | ------ | ------- | ------- | ------- | ------ | ------- | ------- | ------ | ----- | ------- | ----- | ------ | ----- | ------ | ------ | ------------- |
| 1970 | 50 cc  | Kreidler        | DUI -  | FRA -   | ADR -   |         | NED -  | BEL -   | DDR -   | TSJ -  |       | ULS -   | NAT - | SPA 6  |       | 5      | 19e    | 0             |
| 1970 | 125 cc | Honda CR 93     | DUI -  | FRA -   | ADR -   | IOM -   | NED -  | BEL -   | DDR -   | TSJ -  | FIN - |         | NAT - | SPA 9  |       | 2      | 47e    | 0             |
| 1971 | 50 cc  | Kreidler        | OOS 10 | DUI 9   |         | NED -   | BEL -  | DDR -   | TSJ -   | ZWE -  |       |         | NAT - | SPA -  |       | 3      | 29e    | 0             |
| 1972 | 50 cc  | Kreidler        | DUI -  |         |         | NAT -   |        | JOE -   | NED 12  | BEL -  | DDR - |         | ZWE - |        | SPA - | 3      | 29e    | 0             |
| 1973 | 50 cc  | Kreidler        |        |         | DUI DNF | NAT 6   |        | JOE 2   | NED -   | BEL -  |       | ZWE 7   |       | SPA -  |       | 21     | 7e     | 0             |
| 1974 | 50 cc  | Kreidler        | FRA 6  | DUI -   |         | NAT 4   |        | NED 7   | BEL 10  | ZWE 6  | FIN 3 | TSJ DNF | JOE 3 | SPA 5  |       | 44     | 6e     | 0             |
| 1974 | 350 cc | Yamaha TZ 350   | FRA -  | DUI -   | OOS -   | NAT DNF | IOM -  | NED DNF |         | ZWE 13 | FIN - |         | JOE - | SPA 8  |       | 3      | 44e    | 0             |
| 1974 | 500 cc | Jawa            | FRA -  | DUI -   | OOS -   | NAT -   | IOM -  | NED -   | BEL -   | ZWE -  | FIN - | TSJ 22  |       |        |       | 0      | -      | 0             |
| 1975 | 50 cc  | Kreidler        |        | SPA -   |         | DUI -   | NAT 8  |         | NED -   | BEL 8  | ZWE 9 | FIN DNF | JOE 9 |        |       | 10     | 14e    | 0             |
| 1975 | 125 cc | Yamaha TZ 125   | FRA -  | SPA DNF | OOS -   | DUI -   | NAT 10 |         | NED -   | BEL -  | ZWE - |         | TSJ - | JOE -  |       | 1      | 32e    | 0             |
| 1976 | 50 cc  | Kreidler        | FRA 10 |         | NAT 4   | JOE 1   |        | NED 2   | BEL 3   | ZWE 2  | FIN 2 |         | DUI 3 | SPA -  |       | 69     | 3e     | 1             |
| 1976 | 125 cc | Yamaha TZ 125   |        | OOS 11  | NAT -   | JOE -   |        | NED -   | BEL -   | ZWE 17 | FIN - |         | DUI - | SPA 12 |       | 0      | -      | 0             |
| 1977 | 50 cc  | Kreidler        | VEN -  | OOS -   | DUI -   | NAT 6   | SPA 7  | FRA -   | JOE (†) |        |       |         |       |        |       | 9      | 11e    | 0             |
| 1977 | 250 cc | Yamaha TZ 250 D | VEN -  | OOS -   | DUI -   | NAT -   | SPA NQ | FRA -   | JOE -   |        |       |         |       |        |       | 0      | -      | 0             |